# Óscar Magurno
Óscar Magurno Souto, (Montevideo, 2 de marzo de 1930 - Ib., 1 de septiembre de 2014) fue un empresario, dirigente deportivo y político uruguayo. Diputado Nacional por el Partido Colorado en tres oportunidades.

## Biografía
Nacido en el seno de una familia muy humilde. Comenzó a trabajar a los 7 años, sin poder terminar sus estudios primarios. Al poco tiempo ingresó en la Asociación Española Primera de Socorros Mutuos, donde desempeñó tareas durante más de 50 años. Inició como portero, cadete, oficial y posteriormente hizo carrera como administrador hospitalario llegando a ser Gerente General de la institución. Organizó el primer servicio de farmacia mutual en el país. 
Presidió durante años la Comisión Honoraria de Lucha contra el Cáncer, cargo que conservó hasta 2011.
Estuvo vinculado al deporte en varias disciplinas. Fue Presidente del club de básquetbol Welcome y dirigente en el Club Nacional de Football. Fue además Presidente de la Federación Uruguaya de Boxeo.
Fue copropietario del club de pesca Armonía.
El edificio anexo del hospital Asociación Española Primera de Socorros Mutuos y el estadio del Club Atlético Welcome llevan su nombre.
Fue condecorado con la Orden al mérito otorgada por el presidente paraguayo Juan Carlos Wasmosy y con la Cruz al mérito otorgado por la soberana orden de Malta. Fue Doctor honoris causa de la Universidad Tecnológica de Asunción de Paraguay.
Adherente del Partido Colorado, acompañó a Jorge Pacheco Areco; fue elegido diputado en 1984 y 1989, ocupando el cargo desde 1985 a 1995. 
A partir de 1994 adhirió al Foro Batllista. En el seno del mismo, fue una vez más electo diputado en 1999; también se postuló, sin éxito, a la Intendencia Municipal de Montevideo en el año 2000.
En las elecciones del 2009 fue elegido como diputado Nacional por Montevideo, cargo que asumió el 15 de febrero de 2010. Pronto solicitó licencia por enfermedad, asumiendo en su lugar Guillermo Facello.
Contrajo matrimonio con Olga Souto hasta 1993, fueron padres de Guillermo Gabriel Magurno Souto quien falleció en 2013.
Volvió a contraer nupcias con Teresa López. 
En 2010 el escritor y político colorado Fernando Amado publicó una biografía titulada Óscar Magurno. El Padrino.
Falleció el 1 de septiembre de 2014 a los 84 años, en Montevideo.